# Veronica Simogun

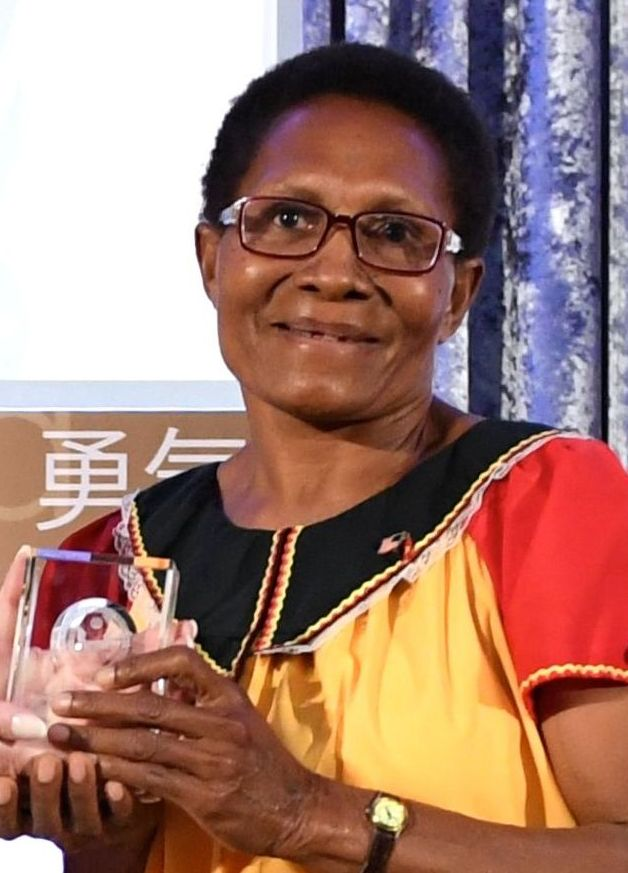
Veronica Simogun (2017)

Veronica Tamar Simogun (* 1962 in Urip, East Sepik Province, Papua-Neuguinea) ist eine papua-neuguineische Aktivistin gegen geschlechtsspezifische Gewalt. Für ihr Engagement in ihrem Heimatland wurde sie 2017 mit dem “International Women of Courage Award” (IWOC) des Außenministeriums der Vereinigten Staaten ausgezeichnet.

## Leben
Simogun wurde 1962 im Dorf Urip in der Region Boikin Dagua Rural in Wewak, Provinz Ost-Sepik, geboren. Sie absolvierte 1981 eine Ausbildung am „Civil Aviation Training College“ und arbeitete sechs Jahre als Beamtin in der Zivilluftfahrt. Anschließend kehrte sie in ihr Heimatdorf zurück um in Kirche und Gemeinde tätig zu werden. Simogun ist Direktorin der Family for Change Association (Gesellschaft „Familie für Veränderung“) in Wewak.

## Engagement und Ehrung
Simogun setzt sich seit Ende der 1980er Jahre für Frauen und Kinder ein, die Opfer geschlechtsspezifischer oder häuslicher Gewalt wurden. Sie finanziert einen Großteil dieser Arbeit selbst und leitet die Gesellschaft Family for Change, die sie 2012 gegründet hat. Ihr Ziel ist Gemeinschaften zu stärken, Familien zu schützten damit Frauen und Kinder frei von Gewalt und Einschüchterung leben. Simogun hat wiederholt ihre eigene Sicherheit riskiert und direkt eingegriffen, um Frauen zu schützen, die geschlechtsspezifischer Gewalt ausgesetzt waren. Nach Morddrohungen der Gewalttäter hat sie mehrfach geholfen, Opfer zu schützen und umzusiedeln.
Im März 2017 erhielt Veronica Simogun als erste Frau aus Papua-Neuguinea den “International Women of Courage Award”. Unter den 13 Ausgezeichneten des Jahres waren auch Frauen aus Bangladesch, Jemen und Vietnam. Der Preis wurde ihnen am 29. März 2017 von Außenminister Thomas A. Shannon und Melania Trump verliehen.